# Ernesto Breda
Ernesto Breda (Campo San Martino, 6 ottobre 1852 – Milano, 6 novembre 1918) è stato un ingegnere e imprenditore italiano, fondatore della Società Italiana Ernesto Breda per Costruzioni Meccaniche o semplicemente “Breda”, che da lui prese il nome.

## Biografia
Era figlio di Felice Luigi Breda, che fu sindaco di Campo San Martino (PD). 
La famiglia Breda era impegnata nell'attività estrattiva di ghiaia e il cugino Vincenzo Stefano Breda era presidente della Società Veneta di Imprese e Costruzioni Pubbliche, una delle più attive imprese della seconda metà del XIX secolo.
Ernesto Breda si laureò all'Università di Padova in ingegneria civile ed iniziò a lavorare come caposervizio nell'azienda presieduta dal cugino, Vincenzo Stefano Breda, per la quale ebbe modo di effettuare viaggi di lavoro all'estero. Nel 1886 rilevò L'Elvetica, un'officina meccanica di Milano che si trovava in liquidazione, e la rinominò “Accomandita Ing. Ernesto Breda & C.”. Breda si trasferì a vivere a Milano, anche se tra il 1899 e il 1903 ricoprì la carica di sindaco nel proprio paese natale, carica che il padre aveva ricoperto per 40 anni. Sempre nel 1903, data la necessità di espandere la produzione, acquistò dei terreni agricoli a Sesto San Giovanni e nel comune autonomo di Niguarda, dove sorgeranno i grandi stabilimenti Breda che daranno lavoro a migliaia di operai per tutto il XX secolo; dei terreni sestesi faceva parte anche la Villa Torretta, del XVI secolo, che Breda trasformò in alloggio per i dipendenti, adattandone gli interni per ospitare più famiglie. Sotto la gestione di Ernesto Breda l'azienda rinnovò il parco macchine e si specializzò nelle costruzioni ferroviarie, accrescendo notevolmente il suo giro d'affari. Nel 1906 Breda istituisce un fondo di previdenza e risparmio per gli impiegati e due anni dopo, in anticipo rispetto alla legislazione nazionale sul lavoro, concede una settimana di ferie agli operai con almeno cinque anni di anzianità. Nel 1910 è il primo a costruire a Milano nuove case per i dipendenti dell’azienda. 
Con la prima guerra mondiale Ernesto Breda entrò a far parte, con altri industriali, del comitato centrale per la mobilitazione industriale, organo di consultazione tra ministri, militari e imprenditori in cui si stabilivano l'assegnazione di commesse legate allo sforzo bellico. La Breda si specializzò anche nelle costruzioni aeronautiche, diventando un grosso complesso industriale.
Ernesto Breda morì nel 1918; Giovanni Breda ereditò dal padre la direzione dell'azienda, la cui amministrazione fu presto affidata al conte Guido Sagramoso che manterrà l'incarico fino al 1944, ma con le sue dimissioni, nel 1933, la famiglia ne sarebbe uscita completamente.

## Archivio
La documentazione prodotta da Ernesto Breda durante il periodo di attività nell'azienda di famiglia (1886-1918) è conservata nel fondo Breda dell'Archivio storico Breda conservato presso Fondazione ISEC. Istituto per la storia dell'età contemporanea. Il fondo filmico Breda (1921-1966) che documenta le attività svolte dalla Breda negli stabilimenti di Sesto San Giovanni è stato depositato dalla Fondazione ISEC presso l'Archivio nazionale del cinema d'impresa.